# Eifelrennen 1937
L'Eifelrennen 1937 est un Grand Prix qui s'est tenu sur le Nürburgring le 13 juin 1937.

## Grille de départ
| 1re ligne | Pos. 3                   |                    | Pos. 2                        |                      | Pos. 1                            |
|           | Caracciola Mercedes-Benz |                    | Von Brauchitsch Mercedes-Benz |                      | Rosemeyer Auto Union 9 min 57 s 0 |
| 2e ligne  |                          | Pos. 5             |                               | Pos. 4               |                                   |
|           |                          | Hasse Auto Union   |                               | Brivio Mercedes-Benz |                                   |
| 3e ligne  | Pos. 8                   |                    | Pos. 7                        |                      | Pos. 6                            |
|           | Farina Alfa Romeo        |                    | Nuvolari Alfa Romeo           |                      | Von Delius Auto Union             |
| 4e ligne  |                          | Pos. 10            |                               | Pos. 9               |                                   |
|           |                          | Müller Auto Union  |                               | Kautz Mercedes-Benz  |                                   |
| 5e ligne  | Pos. 13                  |                    | Pos. 12                       |                      | Pos. 11                           |
|           | Hartmann Maserati        |                    | Seaman Mercedes-Benz          |                      | Rüesch Alfa Romeo                 |
| 6e ligne  |                          | Pos. 15            |                               | Pos. 14              |                                   |
|           |                          | Soffietti Maserati |                               | Carraroli Alfa Romeo |                                   |
| 7e ligne  | Pos. 18                  |                    | Pos. 17                       |                      | Pos. 16                           |
|           | Mandirola Maserati       |                    | Balestrero Alfa Romeo         |                      | Festetics Maserati                |

## Classement de la course
| Pos  | no | Pilote                   | Écurie           | Châssis             | Tours | Temps/Abandon             | Grille |
| ---- | -- | ------------------------ | ---------------- | ------------------- | ----- | ------------------------- | ------ |
| 1    | 1  | Bernd Rosemeyer          | Auto Union AG    | Auto Union Type C   | 10    | 1 h 42 min 11 s 2         | 1      |
| 2    | 6  | Rudolf Caracciola        | Daimler-Benz AG  | Mercedes-Benz W125  | 10    | + 50 s 6                  | 3      |
| 3    | 8  | Manfred von Brauchitsch  | Daimler-Benz AG  | Mercedes-Benz W125  | 10    | + 1 min 45 s 6            | 2      |
| 4    | 4  | Rudolf Hasse             | Auto Union AG    | Auto Union Type C   | 10    | + 3 min 34 s 8            | 5      |
| 5    | 11 | Tazio Nuvolari           | Scuderia Ferrari | Alfa Romeo 12C-36   | 10    | + 4 min 13 s 8            | 7      |
| 6    | 7  | Hermann Lang             | Daimler-Benz AG  | Mercedes-Benz W125  | 10    | + 5 min 54 s 8            | 4      |
| 7    | 5  | Hermann Paul Müller      | Auto Union AG    | Auto Union Type C   | 10    | + 6 min 23 s 9            | 10     |
| 8    | 18 | Hans Rüesch              | Privé            | Alfa Romeo Tipo B   | 10    | + 6 min 32 s 9            | 11     |
| 9    | 10 | Christian Kautz          | Daimler-Benz AG  | Mercedes-Benz W125  | 10    | + 7 min 27 s 2            | 9      |
| 10   | 2  | Ernst von Delius         | Auto Union AG    | Auto Union Type C   | 10    | + 8 min 32 s 1            | 6      |
| 11   | 15 | Luigi Soffietti          | Privé            | Maserati 6C-34      | 9     | + 1 tour                  | 15     |
| 12   | 16 | László Hartmann          | Privé            | Maserati 8CM        | 9     | + 1 tour                  | 13     |
| Abd. | 12 | Giuseppe Farina          | Scuderia Ferrari | Alfa Romeo 12C-36   | ?     | ?                         | 7      |
| Abd. | 19 | Renato Balestrero        | Privé            | Alfa Romeo 8C-35    | ?     | ?                         | 17     |
| Abd. | 21 | Adolfo Mandirola         | Écurie Genevoise | Maserati 8CM        | ?     | ?                         | 18     |
| Abd. | 23 | Ernő Festetics           | Privé            | Maserati 8CM        | ?     | ?                         | 16     |
| Abd. | 24 | Guglielmo Carraroli (de) | Privé            | Alfa Romeo 8C 2900A | ?     | ?                         | 14     |
| Abd. | 9  | Richard Seaman           | Daimler-Benz AG  | Mercedes-Benz W125  | 1     | Alimentation en carburant | 12     |
| Np.  | 3  | Luigi Fagioli            | Auto Union AG    | Auto Union Type C   |       | Pilote malade             |        |
| Np.  | 17 | Henri Simonet            | Privé            | Alfa Romeo Tipo B   |       | Non partant               |        |
| Np.  | 20 | Franco Cortese           | Privé            | Maserati 6CM        |       | Non partant               |        |
| Np.  | 22 | Paul Pietsch             | Privé            | Maserati 6C-34      |       | Non partant               |        |

- Légende: Abd.=Abandon - Np.=Non partant.

## Pole position et record du tour
- Pole position :  Bernd Rosemeyer (Auto Union) en 9 min 57 s 0.
- Meilleur tour en course :  Bernd Rosemeyer (Auto Union) en 9 min 58 s 8 (137,13 km/h).